# Odynerus pulverulentus
Odynerus pulverulentus är en stekelart som beskrevs av Henry Lorenz Viereck 1908. Odynerus pulverulentus ingår i släktet lergetingar, och familjen Eumenidae. Inga underarter finns listade i Catalogue of Life.